# Русскокраинское сельское поселение
Русскокра́инское се́льское поселе́ние — упразднённое муниципальное образование в составе Кикнурского района Кировской области России.
Центр — село Русские Краи.

## История
Русскокраинское сельское поселение образовано 1 января 2006 года согласно Закону Кировской области от 07.12.2004 № 284-ЗО.
Законом Кировской области от 5 марта 2014 года № 389−ЗО, вступившим в силу 1 апреля 2014 года, Русскокраинское сельское поселение объединено, вместе с остальными сельскими поселениями Кикнурского района, в Кикнурское сельское поселение с административным центром в деревне Ваштранга.

## Население
| 2010 | 2012 | 2013 |
| ---- | ---- | ---- |
| 776  | ↘725 | ↘676 |

## Состав
В состав поселения входят 9 населённых пунктов (население, 2010):
- село Русские Краи — 359 чел.;
- деревня Барышники — 16 чел.;
- деревня Ивановские — 121 чел.;
- деревня Красная Горка — 8 чел.;
- посёлок Льнозавод — 34 чел.;
- деревня Мельники — 10 чел.;
- деревня Навалихи — 3 чел.;
- деревня Светлаки — 9 чел.;
- село Тырышкино — 216 чел.